# 陶然亭公园
39°52′21″N 116°22′32″E / 39.872439°N 116.375463°E

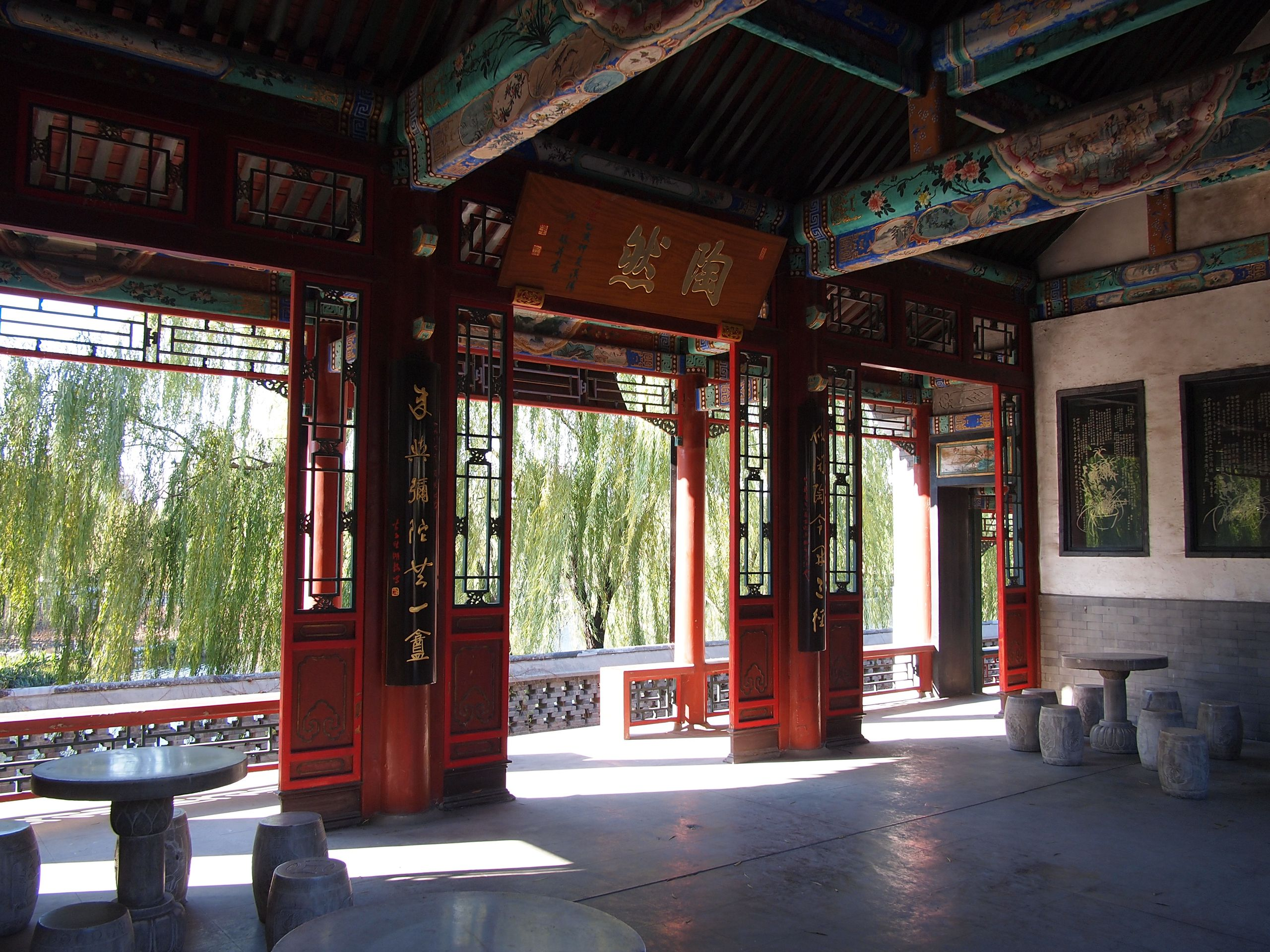
陶然亭

陶然亭公园，位于北京市西城区太平街19号，因园中的陶然亭而得名。

## 历史
陶然亭公园始建于1952年。陶然亭公园的所在地，金朝是金中都东部的城厢区，明朝、清朝为窑厂，专门烧制宫殿及城墙所用砖瓦。元朝、明朝、清朝，许多士大夫在陶然亭地区及附近，依傍高岗、土台、池塘、树林，先后兴建私家园林。陶然亭周围，有不少胜迹，陶然亭西北有龙树寺，寺内建有蒹葭簃、天倪阁、看山楼、抱冰堂等建筑，是名流游憩之所，清朝道光之后其名声堪与陶然亭相匹。陶然亭东南有黑龙潭、龙王亭、哪吒庙、刺梅园、祖园；陶然亭西南有封氏园；陶然亭正北有窑台；陶然亭东北有香冢、鹦鹉冢、醉郭墓、赛金花墓等等。
1940年代末，陶然亭周边名园已坍塌殆尽，陶然亭地区遍布荒冢，芦苇丛生。据说，陶然亭附近先后两次发生“怪鸟”事件。光绪二十年四月（1894年），附近居民忽听见鸟声如雷，疑是“蛟蜃”出世，故将其称为“大老妖”，或称“大妖鸟”，传得人心惶惶。清廷闻讯后，调兵穷捕数月，无一所获。民国五年（1916年）夏，又有居民听见鸟声大作，和22年前的“怪叫”相似，民众由此再度传闻有“妖鸟”，北京人前往陶然亭一带观看者终日不绝。搜捕时，从芦苇丛中发现了鸟巢，鸟见人来，展翅悲鸣，遭警兵用枪击坠，原来此鸟是只普通的夜鹭。这只夜鹭被制成标本，陈列在中央公园（今中山公园）内，供游人参观。
1949年后，北京市人民政府疏浚北京内外城的河道，改造了龙须沟。1952年4月到10月，在陶然亭地区挖湖推山，开拓成陶然亭公园。这是中华人民共和国成立后，首都北京市最早兴建的一座现代园林。郭沫若题写了 “陶然亭公园”门额。1955年，陶然亭公园对社会开放。如今这是一座融合了中国古典建筑和现代园林艺术，突出中国“亭文化”的公园。
陶然亭公园占地面积59公顷，其中水面17公顷。陶然亭公园管理处隶属北京市园林绿化局，为全民所有制事业单位。陶然亭公园管理处内设10个职能科室：办公室、计财科、经营管理科、劳动教育科、基建绿化科、保卫科、组织纪检科、宣传科（团委）、离退科、工会。下设12个队级单位：文化队、园艺队、游船队、园务队、护园队、名亭队、后勤服务中心、陶然亭公园食品店、园艺公司、陶然江亭商贸有限公司、陶然亭公园商店、陶然花园酒店。
北京有俗话称“要想成陶然亭，要想散紫竹院。”指男女朋友若同去陶然亭公园则会谈成，若同去紫竹院公园则会分手。也有说法是“成不成，陶然亭；散不散，紫竹院。”

## 园林与建筑
陶然亭公园有东湖、西湖、南湖，三湖之间分别有榭湖桥、玉虹桥、云庵桥横跨。被三湖环抱的湖心岛上，除了西南角土台上的慈悲庵、陶然亭之外，还有北部的锦秋墩，以及东南部的燕头山，这两座小山与慈悲庵鼎足而立。锦秋墩顶上有锦秋亭，此地为花仙祠遗址。锦秋亭南的山麓上有“玫瑰山”，其地为香冢、鹦鹉冢、赛金花墓遗址。锦秋亭北的山麓的松林内，有高君宇、石评梅墓。燕头山顶上有览翠亭，和锦秋亭形成对景，览翠亭西南的山下有澄光亭，览翠亭北山下有常青轩。

### 陶然亭
陶然亭是清朝的名亭，旧时又称“江亭”（因创建人江藻而得名），是中国四大名亭之一。清朝康熙三十四年（1695年），担任窑厂监督的工部郎中江藻在慈悲庵内西侧创建该亭，取唐代诗人白居易《与梦得沽酒闲饮且约后期》中“更待菊黄家酿熟，共君一醉一陶然”诗意，为该亭题额“陶然”。
陶然亭建成后，江藻常邀好友来此饮酒聊天，来的人逐渐增多，小亭子不能容纳，江藻便和朋友们集资扩建，拆除亭子改建为轩，建成了如今的三间敞轩，但仍沿用“陶然亭”之名。《光绪顺天府志》载：“陶然亭，康熙三十四年工部郎中监督厂事江藻建。亭坐对西山，莲花亭亭，阴晴万态，亭之下菰蒲十倾，新水浅绿，凉风拂之，坐卧皆爽，软红尘中清凉世界也。”
如今，陶然亭东面外檐下的黑底金字的匾额是齐白石题写的“陶然亭”，两旁抱柱上的楹联“烟藏古寺無人到，榻倚深堂有月來”为翁方纲所撰，翁同龢书写。亭东侧内檐下的抱柱上朝西悬挂“慧眼光中，開半畝紅蓮碧沼；烟花象外，坐一堂白月清風。”是康熙十八年进士沈东田所撰，现代书法家康雍书写。亭西侧的内檐下朝东悬挂木纹底金字的“陶然”二字匾额，为江藻书写，署“康熙乙亥仲夏，漢陽江藻題并書”；两旁抱柱上朝东悬挂楹联“似聞陶令開三徑，來與彌陀共一龕”是林则徐所撰，黄苗子重写。亭梁上有苏式彩绘：采菊图、八仙过海、太白醉酒、刘海戏金蟾。亭内两侧的墙上还有很多石刻。陶然亭的墙壁间嵌有石刻4方：南壁东为江藻撰文并书丹的《陶然吟引并跋》刻石及其族兄江皋撰文并书丹的《陶然亭记》刻石，江藻自题陶然亭诗中的后两句是：“愧吾不是丹青手，写出秋声夜听图。”南壁西为谭嗣同书《城南思旧铭并叙》刻石及王昶的《邀同竹君编修陶然亭小集》刻石。北壁为彭八百的《水仙花图》4幅。陶然亭西面外檐下悬挂采自郭沫若题写的“陶然亭公园”中的“陶然亭”三字匾额，落款“郭沫若”。两侧对联为“烟籠古寺無人到，樹倚深堂有月來。”
乾隆三十九年到乾隆四十二年间，王昶曾经和钱坫、徐书受、金翀、张彤、王復、胡元瑾共同邀请朱筠在陶然亭聚会设宴。王昶作《陶然亭小集诗》，其子王肇嘉将此诗用隶书书写，刻石嵌在陶然亭内的墙壁上。文化大革命期间，该石刻被砸为两截。为了恢复旧迹，陶然亭公园根据中国国家图书馆收藏的原刻石的拓片重新刻石，嵌在陶然亭南壁上。
翁方纲在北京任职期间，曾与黄景仁同游陶然亭、窑台，并且为陶然亭撰写楹联“烟藏古寺无人到，榻倚深堂有月来”。如今，这副楹联悬挂在陶然亭正面的抱柱上，但不是翁方纲的原作，而是光绪二十七年（1901年）五月，慈悲庵住持静明请翁同龢补书。
1811年，林则徐第三次进京会试，中二甲第四名进士，授翰林院庶吉士。1814年，林则徐派充国史馆协修。1814年到1819年间，林则徐多次参加陶澍等人组织的宣南诗社的活动。宣南诗社多在陶然亭活动，所以可以推断林则徐应多次来过陶然亭。1821年，因父亲重病，林则徐辞官回籍。1822年，林则徐又赴京补官，在北京等待上谕期间，林则徐独自来到宣南诗社经常聚会的陶然亭，写下了公认的陶然亭第一联：“似闻陶令开三径，来与弥陀共一龛。”如今陶然亭悬挂的该对联已不是林则徐原作，而是黄苗子补书。

### 慈悲庵

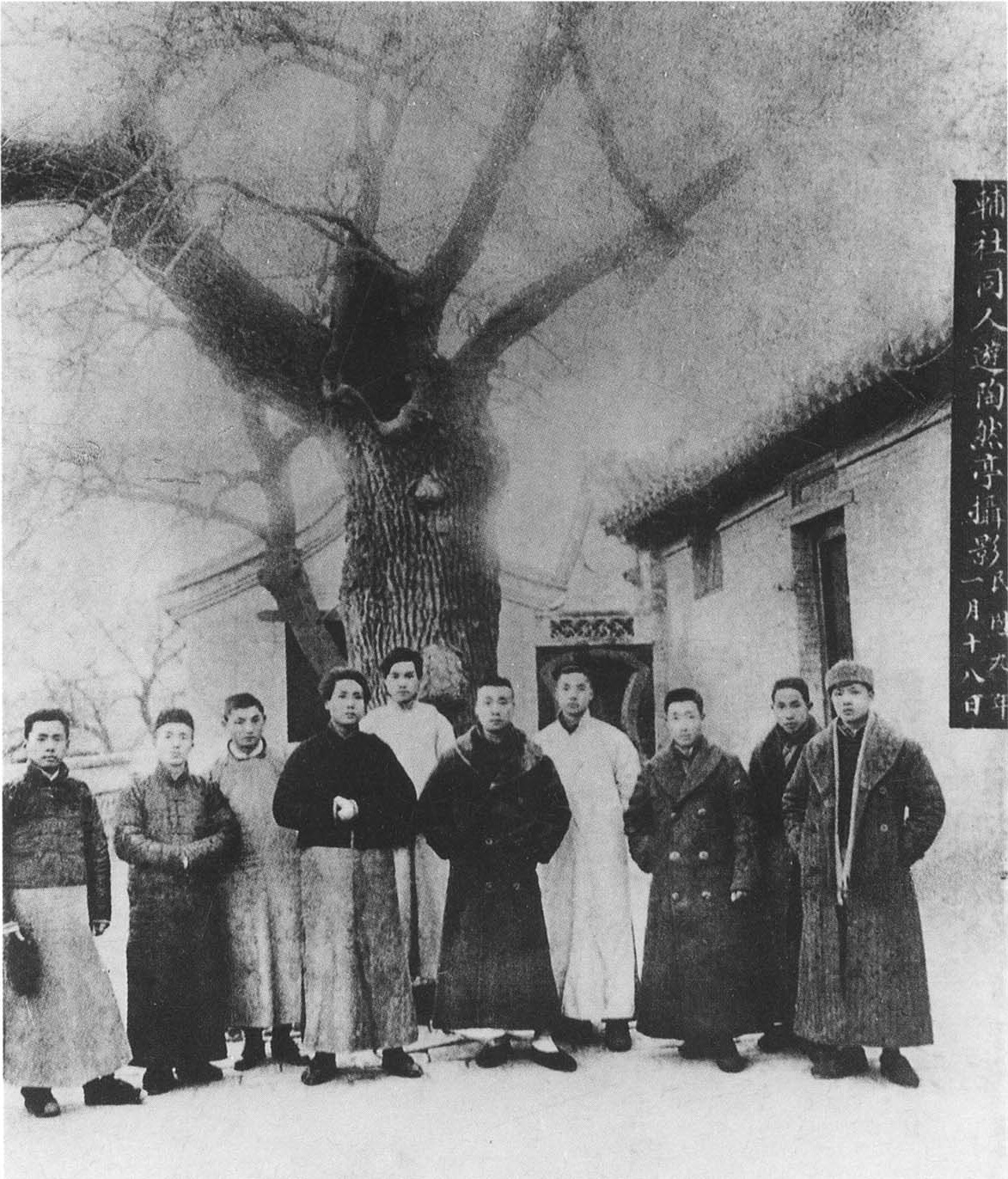
1920年1月18日，毛泽东、邓中夏、罗章龙、萧三及“辅社”在京成员，在慈悲庵集会商讨驱逐湖南军阀张敬尧，会后在慈悲庵山门外的古槐树前合影留念。左四为毛泽东。

慈悲庵是一座汉传佛教寺院，创建于元朝，位于陶然亭公园中心岛的西南角。慈悲庵又名大悲庵，元朝、明朝时名为观音庵。慈悲庵于清朝康熙二年（1663年）重修。到清朝光绪初年，慈悲庵仅剩三间大殿，光绪二十年（1894年）重修，形成如今的规模。清朝以来，因此处风光自然，一直是名士、文人聚会游览之所。林则徐、龚自珍、秋瑾等人生前都常来这里吟诗、游赏。戊戌变法中的康有为、梁启超、谭嗣同等人曾在此多次集会，戊戌变法失败后被处决的康广仁埋葬在附近。章太炎反对袁世凯称帝，也被囚禁在慈悲庵附近的龙泉寺。
五四运动前后，少年中国学会在此活动，李大钊、毛泽东、周恩来等人都先后到过这里。1920年1月18日，毛泽东、邓中夏、罗章龙、萧三及“辅社”在京成员，在慈悲庵集会商讨驱逐湖南军阀张敬尧，会后在慈悲庵山门外的古槐树前合影留念。1920年8月16日，觉悟社、少年中国学会、曙光社、人道社、青年互助团五个团体的20余名代表在慈悲庵北厅召开联席会议，讨论五四运动以后的斗争方向及各团体联合的问题。1921年7月、8月间，李大钊通过少年中国学会会员陈愚生租赁慈悲庵南房两间，开展秘密活动，到1923年间，邓中夏、恽代英、高君宇等人常来此参加会议。到中华人民共和国成立前夕，慈悲庵建筑已破败。
中华人民共和国后，随着陶然亭公园的创建，慈悲庵也获得修缮。1976年，慈悲庵在唐山大地震中受损。1978年至1979年，慈悲庵作为革命纪念地获得重修，原址全面恢复，陶然亭恢复为敞轩形式，《陶然吟》仍嵌于陶然亭墙壁中，并恢复了革命陈列室，后又开辟了陶然亭公园园史陈列室。1984年，对慈悲庵进行修葺油饰，并且增建游廊，但未改变基本格局。1994年至1995年，两次进行油饰维修。2003年，复制了慈悲庵内的碑石。
1978年至1979年重修慈悲庵时，立有一碑，嵌在墙内。碑文如下：

慈悲庵
慈悲庵創建於元，明清時曾幾次重修，一八九四年成此布局。
五四運動後，毛澤東、李大釗、周恩來等同志，曾先後在此從事革命活動，為了保護這一革命紀念地，於一九七八年十一月按原狀修复，一九七九年十月竣工。
陶然亭公園
一九七九年十月十五日

慈悲庵的庵基为梯形台，高一丈余。墙上嵌有石刻“城市山林”四字，一说为翁同龢所书，一说为中华民国议员王玉树所书，此碑原来嵌在慈悲庵东北角台基墙上，1978年重修之后不知去向，如今的石刻系根据原石刻拓片复制。山门朝东，院内有四个小院。庵内西侧的三间敞轩便是陶然亭。慈悲庵总面积2700平方米，建筑总面积800余平方米。主要建筑有观音殿、准提殿、文昌阁、陶然亭等。院内还有辽代和金代的石质经幢。慈悲庵作为展览馆对外开放，2015年重新开放前，常年举办“陶然亭公园园史展”、“科举文化展”（设在文昌阁）、“爱国主义教育展”。其中，“陶然亭公园园史展”展出了陶然亭公园的石刻、墓碑、出土文物。慈悲庵珍藏有清朝翁同龢的“城市山林”四字石刻、李鸿馗的“可以远眺望”五字石刻。“爱国主义教育展”则展出有關少年中國學會等史料。2015年7月1日，经过修缮的慈悲庵重新开放，并举办首个展览“红色梦——慈悲庵革命事迹展”。修缮后的慈悲庵占地面积2500平方米，文物建筑面积800余平方米，新增古建筑开放面积280平方米。
- 山门：坐西朝东。门上的石匾题为“古刹慈悲禅林”，落款为“康熙乙亥”。山门外有一株古槐树，1920年1月18日，毛泽东、邓中夏、罗章龙、萧三及“辅社”在京成员曾在该槐树下合影，这张照片现存首都博物馆。原树已枯，1979年春重新移植。[9]进入山门，可见悬匾刻有“招提胜境”四个大字，似乎是新制。[3]
- 影壁：山门内立有一座影壁，影壁后面（西面）有一金代经幢。影壁后面为慈悲庵的前院。[9]
- 观音殿：位于前院北侧。清朝康熙二年（1663年）重修。1979年，观音殿按原格局翻建。观音殿坐北朝南，面阔三间，为慈悲庵的主殿。观音殿和准提殿处于同一条南北中轴线上，规制相仿，但观音殿的殿基比准提殿殿基高出60多厘米，并且观音殿带有殿廊，观音殿顶饰有脊兽，包括狮、麒麟、海马等等。观音殿内原来供奉西方三大士（阿弥陀佛、大势至菩萨、观世音菩萨）的藤胎泥像。清朝道光二十八年，殿额为“大自在”；清朝康熙四十三年，殿额改为“自在可观”。两旁对联“蓮宇岧嶢，去天尺五臨韋曲；蘆塘淼漫，在水中央認補陀。”此联语为清朝曹学闵于乾隆三十六年（1771年）所撰。[15][9][3]1986年10月，在观音殿设立了“陶然亭公园园史陈列室”，内设“陶然亭公园园史展”，内容分为“悠久的历史”、“革命纪念地”、“陶然亭的新生”三部分，如今展览布置及内容已变更。[3]

准提殿前的碑

- 准提殿：位于前院南侧。1979年，准提殿按原格局翻建。准提殿坐南朝北，面阔三间，与观音殿相对。南北两向开门，北面有墙而无窗，正中一间为门，和观音殿的殿门相对。“准提”为梵语音译，意为“清净”。准提殿原来供奉准提等三位菩萨。殿额是“准提宝殿”，两侧对联是“法雨慈云众生受福，金轮宝盖两戒长明”。如今，该殿为陶然亭公园碑刻陈列室。[16][9][3]准提殿前面（北面）西侧檐下立有一通石碑，刻有“陶然亭”三个魏碑体墨绿色大字，是袁俊手书。[9]

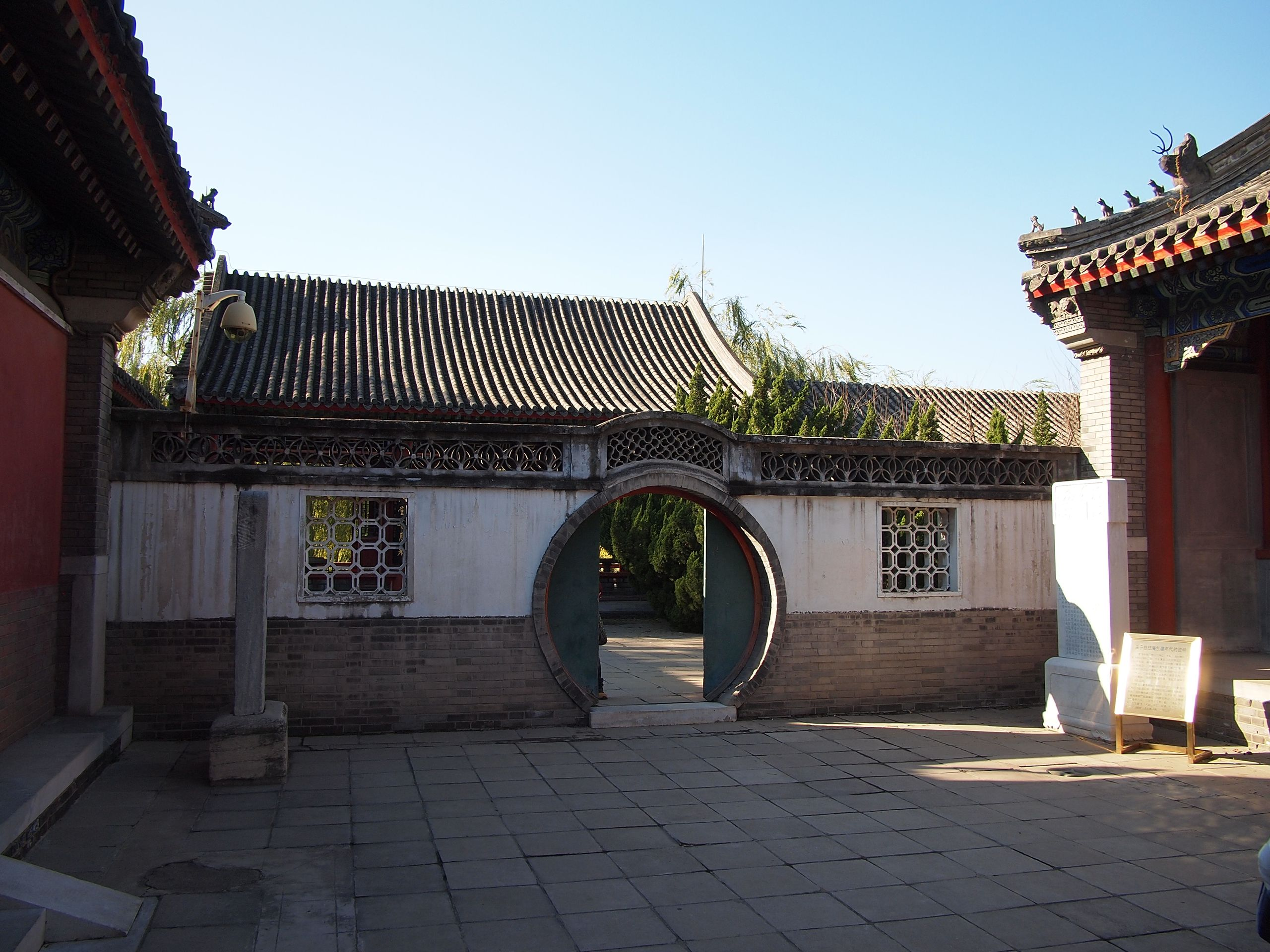
月亮门

- 月亮门：从前院向西穿过一道月亮门，便是后院。后院有西厅、北厅各三间，其中位于后院西侧的西厅便是陶然亭。
- 陶然亭：坐西朝东，面阔三间，前后有廊，进深大约9米，总面积90平方米。1978年重修，保存了原有格局。[9][3]
- 游廊：1984年增建，平面呈曲尺形。南自陶然亭北侧起，与陶然亭西侧外廊之间有门相通；向北再折向东，直达慈悲庵北厅（周恩来纪念室）的西山墙，西山墙不开门。
- 宝瓶门：在陶然亭北侧与慈悲庵北厅西山墙之间，有一宝瓶门。

文昌阁

- 文昌阁：位于慈悲庵东北隅，为两层楼，高约10米，进深一间（4.4米），上下均为面阔三间（8.1米），下层前出抱厦一间，总建筑面积83.28平方米。楼上南面有廊，可供游人凭栏远眺。文昌阁的木质梁檩栋枋的外露部分，还有亭、廊的天花，均饰有彩绘。抱厦外檐悬挂“文昌阁”匾，两侧柱上悬挂对联“爽气抱西山，窗外峰峦挑笔阵；文光凌北斗，花间楼阁接天梯。”此联原是清朝光绪九年二月五日（1883年）徐琪所撰，今为现代重制品。抱厦内的门上悬挂“因材而笃”匾（自左向右书写），清朝道光二十七年（1847年）黄生芝为文昌阁所献，今为现代重制品。楼上现存清朝道光二十四年（1844年）靳丹题写的“帝鉴有德”匾一块。原来楼下供奉文昌帝君和魁星，楼上供奉玉皇大帝。清朝时，每三年举行一届大考，全国举子汇集北京，住在北京南城的会馆中，闲暇时到慈悲庵游玩，来此求签问卦，希望考试顺利。考试结束后，考中的举子还会到此还愿。过去文昌阁还有卜算命运用的“文昌灵签”，每个签上都题有一首七绝诗，合为“文昌阁签诗”一百首，据说为清朝文人纪晓岚所写。[17][9][3]如今，文昌阁内的神像已无存，文昌阁改为举办“科举文化展”。[1]
- 李大钊纪念室：慈悲庵南房中的最西一间。1921年中国共产党成立后，李大钊代表中共中央指导中国北方的工作，便在陶然亭慈悲庵院内租借两间僧房，秘密开展中共党组织活动。1921年夏，少年中国学会会员陈愚生之妻金绮病逝，正逢陈愚生开会回到北京，李大钊便亲赴火车站接他并告知其此噩耗，陈愚生极为伤心。李大钊安慰陈愚生，并亲自参加了金绮女士的葬礼。葬礼结束之后，李大钊便与陈愚生商量，借陈愚生为妻子守墓的名义在慈悲庵院内租借两间僧房。实际上，当时李大钊代表中共中央指导中国北方的工作，在此处秘密从事中共党组织活动。1989年，为纪念李大钊诞辰100周年，陶然亭公园在慈悲庵院内开辟李大钊纪念室。如今，李大钊纪念室内的摆设是按照李大钊当年在此工作时的原状布置。[18][19]

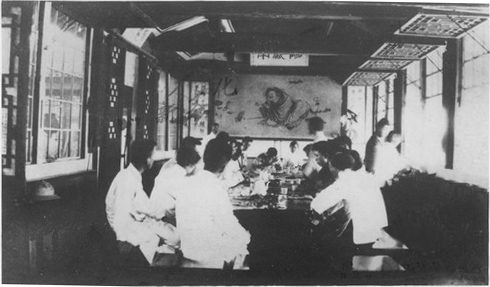
1920年8月16日，觉悟社、少年中国学会、曙光社、人道社、青年互助团五个团体的20余名代表在慈悲庵北厅召开联席会议，讨论五四运动以后的斗争方向及各团体联合的问题。此为慈悲庵北厅内开会时的场景。

- 周恩来纪念室（五团体会议室）：为慈悲庵的北厅，东接文昌阁，西接游廊，位于观音殿正北。此厅坐北朝南，面阔六间，东、西次间分别向南开一门。1920年8月16日，觉悟社、少年中国学会、曙光社、人道社、青年互助团五个团体的20余名代表在此召开联席会议。李大钊、周恩来、邓颖超、郭隆真等人出席。会上李大钊、周恩来等人都作了发言。与会者讨论了各团体联合，共同开展反帝反封建斗争，彻底改造中国社会。此次会议结束后，发表《改造联合约章》及《改造联合宣言》两份文件。此次会议为后来中国共产党的成立在理论、组织、思想上都有贡献。如今屋里恢复了当年开会时的物品摆放情况。西墙上方悬挂一块黑底金字的小匾，上题“陶然亭”三字。匾下有一幅画《刘海戏金蟾》，是清朝画家傅雯在乾隆九年以手指创作的指画。此画两侧挂有张照珏题写的对联：“爽气挹山岚万苇清风带古寺，高踪怀水部一轮明月照江亭。”东墙上悬挂当年开会时的照片，为“觉悟社”社员谌小岑在会议进行时拍摄的照片放大而成。[20]
- 绿荫画境：内檐下悬挂黑底金字的“绿荫画境”匾额，外廊柱悬挂蔡锦泉题写的楹联：“升高喜见诸天月，入座微闻百和香。”如今此处为爱国主义教育展室，其内藏有高君宇和石评梅墓的原墓碑及有关介绍。[21]
- 辽代经幢：名为“故慈智大德佛顶尊胜大悲陀罗尼幢”，建于辽道宗寿昌五年（1099年）。这是为纪念慈智和尚而建。幢身刻有慈智和尚的生平。幢上的记文称：“慈智俗名魏账，漷阴县人，二十岁落发于悯忠寺，寿昌四年三月九日卒化，寿昌五年四月十三日，葬于燕京东郊。”漷阴县即今通州区南半部。慈智和尚俗名魏震，辽道宗年间曾进宫讲法，获赐“紫衣慈智”称号。慈智和尚圆寂后的第二年，其弟子为纪念他，在他坟前建此经幢。幢高2.52米，幢身是八角柱体，八面都有汉字音译梵文刻写的经咒。明朝的黑窑厂基址位于辽朝燕京的东郊，窑厂在挖山取土时挖到慈智的墓地，慈悲庵僧人便将石幢移入庵内的西院。江藻兴建陶然亭时，又将石幢移到方丈院中的文昌阁前。1912年10月19日，鲁迅来陶然亭时，曾听慈悲庵僧人介绍辽幢的历史。1964年，历史学家郭沫若到陶然亭时表示，辽幢和金幢很有历史价值，是测定金中都城址位置的重要坐标，还是北京历史上的一处重要的水准点。[22][3]
- 金代经幢：原来在北殿阶下的左边，如今位于慈悲庵山门内的影壁后面（西面）。该幢因刻陀罗尼，故为陀罗尼幢。幢身为八面型。幢身交错刻有4尊佛像，4段梵文、汉文两种文字的陀罗尼。4尊佛像均为螺髻、袒胸、盘膝坐像，头后有火焰环，手势各异。4段经文分别为《观音菩萨甘露陀罗尼》、《净法界陀罗尼》、《智炬如来心破地狱陀罗尼》。但有一面的经文已模糊，仅可见“天会九年”等字。中国历史上仅有北汉皇帝刘钧和金朝皇帝完颜晟用过“天会”年号，但北汉仅存在29年，统治地区不及北京，故学术界认为该经幢为金代遗物。清朝康熙初年，金幢已经有所损坏，康熙六年修补重刻。[23][3]
- 重修黑窑厂观音庵碑、重修黑窑厂慈悲院碑记：观音殿前方的东侧原来有田种玉撰写的《重修黑窑厂观音庵记》碑，为康熙初年重修慈悲庵时所立，文化大革命中被毁，断石已无存，因拓片字迹不清而未重刻。观音殿前方的西侧立有《重修黑窑厂慈悲院碑记》，2005年重刻，原碑是清朝光绪二十三年（1897年）重修慈悲庵时所立，碑文由步青云撰写。《重修黑窑厂慈悲院碑记》中慈悲庵始建于辽朝的说法不足信，现根据田种玉撰写的《重修黑窑厂观音庵记》认定慈悲庵始建于元朝。《日下旧闻考》载，“慈悲庵，康熙二年重修，侍读北平田种玉碑谓，创于元，沿于明，则招提胜境由来旧矣。”[3]

准提殿的碑刻陈列室内，收藏着许多陶然亭公园历史遗存的碑刻。其中主要有：
- 彭八百的画兰石刻三块：原来嵌在方丈院文昌阁前西墙上，都是中堂长幅，一大两小。画的是兰、竹、石，还有不少人题写的诗文和题记。这三幅画是1933年中秋节在陶然亭举办宴集时，参加者的集体创作，画家彭八百作画，吴佩孚等人题字，吴佩孚题字为：“竹本虚心，是吾师”。[2][3]
- 都门胜地：“都门胜地”石刻是张伯英题写，内容带有题记的性质，乃张伯英为王玉树重修陶然亭而作，题写时间在1935年中秋节之后。[3]
- 皆大欢喜：“皆大欢喜”石刻原来是陶然亭南房方丈室的门额，1934年陈尔锡题写。[3]
- 康心孚墓碑：于右任题写的“康心孚先生之墓”碑，采用墨玉制作。当时以墨玉制碑还很少见，如今已多见。[3]
- 赛金花墓碑：“赵灵飞之墓表”是潘毓桂为赛金花所立。[3]
- 前彩云曲、彩云图、后彩云曲：是一组记述赛金花生平的石刻，共三块，原来嵌在陶然亭北墙，为王玉树1937年所建。 “前彩云曲”为记述赛金花生平的长诗，为樊增祥作于光绪二十五年（1899年），不少内容并不符合实际。“后彩云曲”是樊增祥在光绪二十九年（1903年）为自己所作的“前彩云曲”撰写的续篇，也为一首长诗。“彩云图”石刻上有彩云像，为张大千绘制，是为樊增祥的“彩云曲”（“前彩云曲”、“后彩云曲”）长诗而作。樊增祥逝世后，其亲笔书写的“彩云曲”手本被一位收藏家董士恩获得。1936年，“彩云曲”中的女主人公赛金花逝世，葬于陶然亭。曾在1934年为重建陶然亭作出贡献的王玉树，为表达故都北平的人士对赛金花的怀念，从董士恩处借来这些字画，制做成石刻，嵌在陶然亭内的墙壁上。[3]
- 魁星图：“魁星图”石刻原是慈悲庵文昌阁内供奉的魁星像。魁星取“魁”字形而成，魁举足而起其斗，即“魁星踢斗”。魁星像头部像鬼，一只脚向上翘起像“魁”字的大弯勾，一手捧斗像“魁”字中的“斗”字，一手执笔意为用笔点定中试者姓名，仅缺少“捧斗”之手。仔细看可以发现此图是由代表孔子思想的“克己复礼，正心修身”8个字构成。[3]

### 窑台

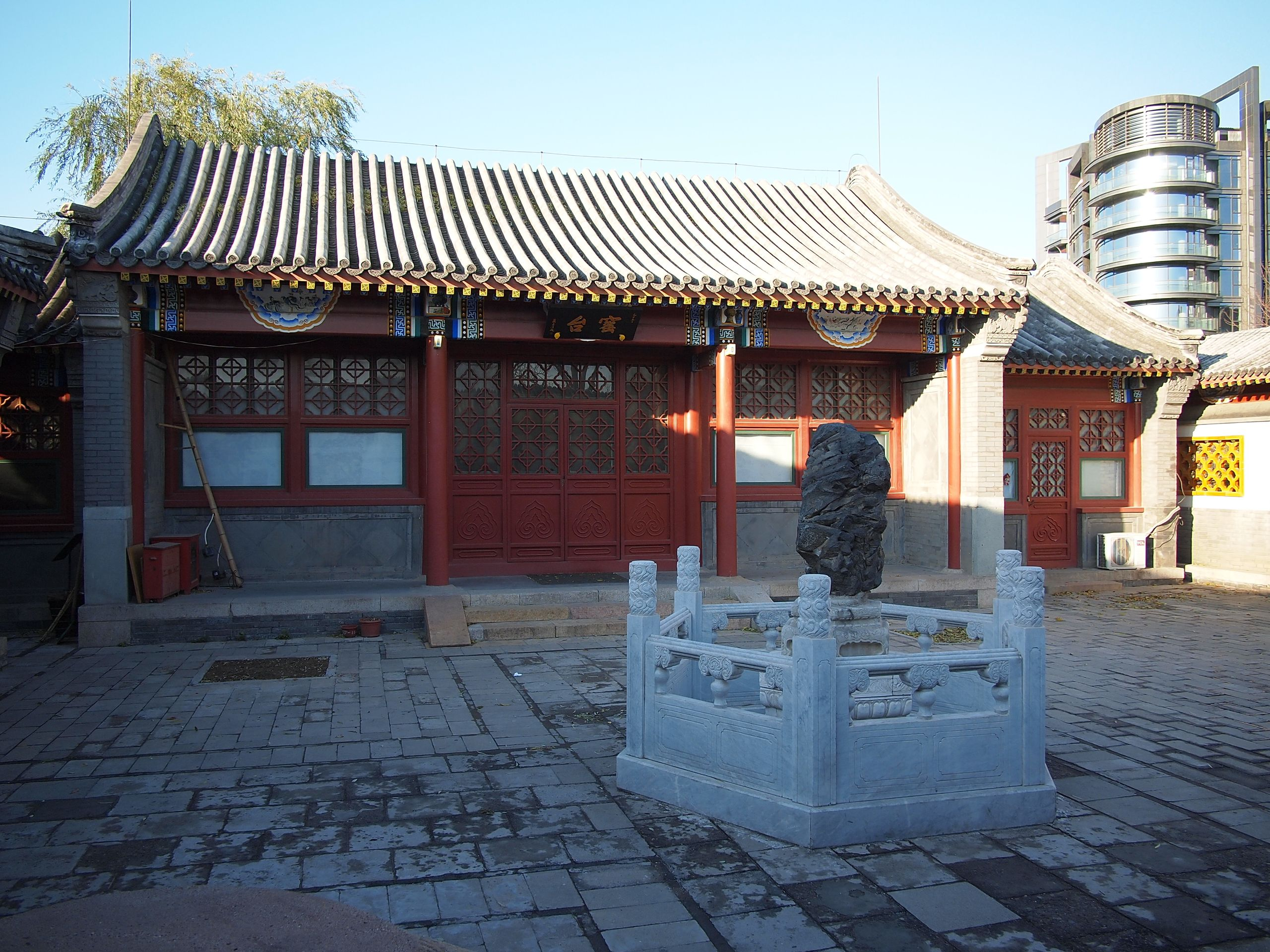
窑台。汉白玉栏杆内是出土的唐代窑炼

明朝皇帝朱棣曾在陶然亭地区设立一座黑窑厂，专管烧制砖瓦事务。因为黑窑厂前面的一座小山上建有较为高大的窑神庙，故人们将这座小山称为“窑台”，年深日久窑台便成了黑窑厂的代表。
清朝康熙年间，该窑厂交给窑户自行打理，后来衰败。清朝乾隆年间，有人自发在窑台上搭设凉棚，棚内设茶具，不少人喜欢来此登高品茶，留下许多登窑台的诗，比如王渔洋在《黑窑厂登高》中写道：“寒云萧瑟古今哀，携客同登万里台。”“窑台登眺”渐成北京南城知名的观景地点。
清朝康熙五年八月（1666年），龚鼎孳邀汪琬、王士祯、李天馥、陈维崧等人在窑台设宴，为奉诏外迁陇西道的董文骥饯行。同年九月九日重阳节，龚鼎孳又邀请上述人士在窑台登高。这两次聚会中，多人均有诗作。龚鼎孳所作《窑台重阳会》：

去天才五尺，韦杜古城南。

野树隐残寺，夕阳摇远潭。

荆高能狂欢，王谢总清淡。

惭愧双蓬鬓，年年此盍盏。
中华民国年间，窑台地区渐变荒芜，游人日少，然而每日清晨不少京剧演员来此吊嗓子练功，包括京剧大师谭鑫培。1940年代，京剧界一厥不振，窑台茶馆走向荒芜。中华人民共和国成立后，陶然亭公园于1961年重修了窑台茶馆，并在1982年和1984年两次修缮。如今，窑台茶馆的院内还摆放着一块出土的唐代窑炼。

### 云绘楼、清音阁
云绘楼、清音阁原来是清朝乾隆年间建于中南海东岸的一组建筑。1949年北平和平解放时，这组建筑已经破旧不堪。
1954年，由于施工需要，中南海内的云绘楼、清音阁面临拆除。建筑学家梁思成鉴于这组建筑造型优美、形式独特，便提议保留，获总理周恩来肯定。两人便亲自到陶然亭选址，将云绘楼、清音阁迁建至陶然亭公园的西南部的武家窑遗址。迁建过程中，这组建筑的砖、瓦、木、石上都编上序号，成为古建筑异地迁建的较成功例子。
《日下旧闻考》记载：“蕉雨轩南曰云绘楼，楼西有室曰韵磬。又西南为清音阁。”“云绘楼三层北向。联曰：‘道堪因契真佳矣，画岂能工有是夫。’又曰：‘众皱峰如能变化，太空云与作沉浮。’清音阁联曰：‘宫商之外有神解，律吕以来无是过。’阁上下与云绘楼通，有门曰印月，门外东南则船坞也。”“乾隆二十五年御制云绘楼诗：‘棣通景物斗韶妍，又见鱼鳞效远天。水墨丹青争献技，东皇宁许一家专。’”“乾隆二十六年御制韵磐居诗：‘风水相吞吐，磐声出碧粼。自称宫与角，底辨主和宾。似矣彭兹口，居然泅水滨。东坡笑李渤，盖是特欺人。’”

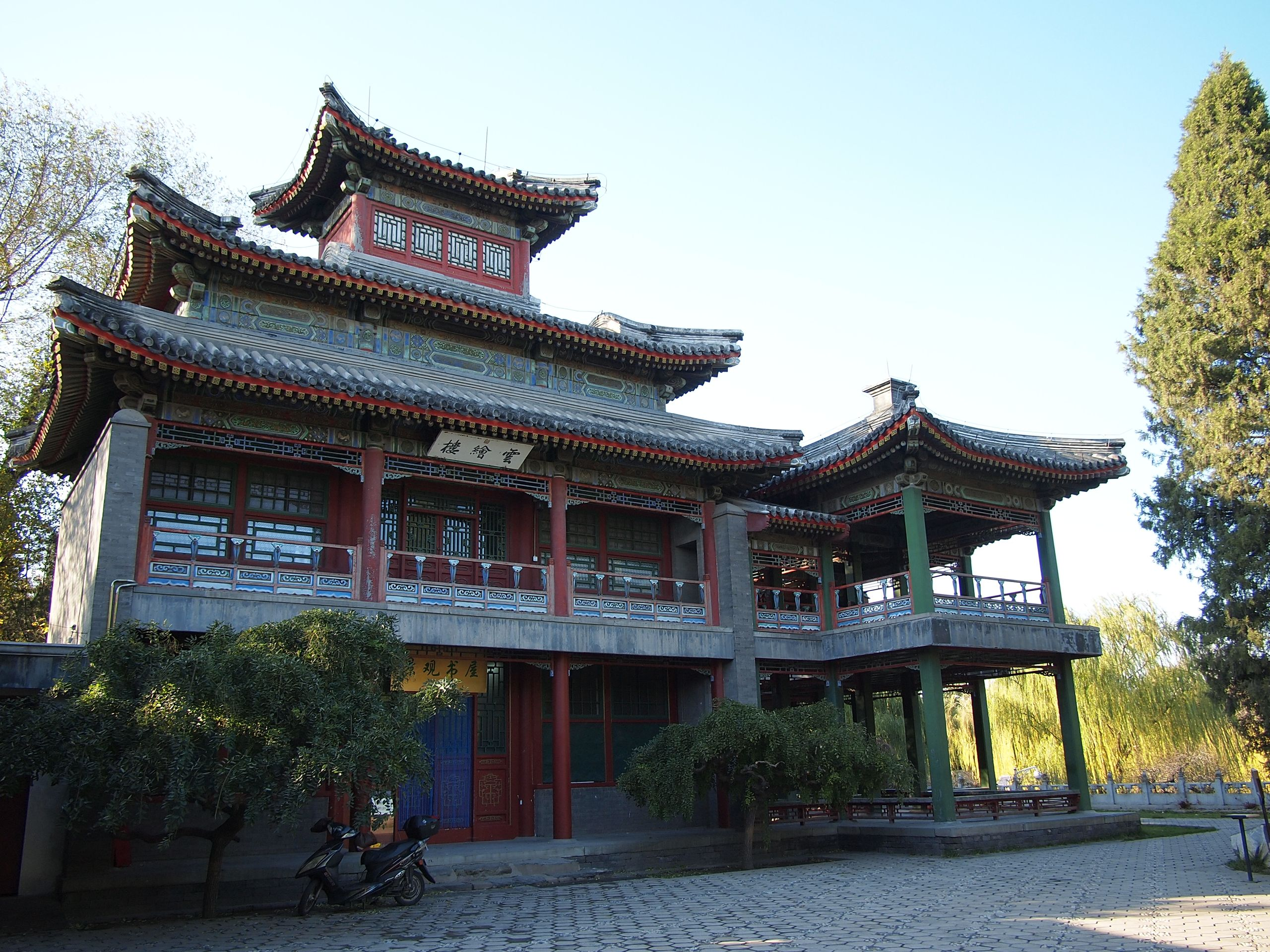
云绘楼

云绘楼共三层，坐西朝东，楼北有间屋名为“韵磬”。清音阁共两层，坐南朝北，上下层之间有题字为“印日”的两个门相通。双层游廊分别往东面、北面延伸，各连一座复式凉亭，这两座凉亭相连而又独立。迁建后的云绘楼、清音阁带有中国江南风格。清音阁西墙上有一块《迁建竣工题记》石刻，记录了这组建筑的迁建过程。
2015年8月13日，云绘楼、清音阁开始免费试开放，举办云绘楼、清音阁陈设展。该展览自2014年3月开始筹备，依据《清代中南海档案》及专家的建议，仿制清宫家具、字画以及宫廷建筑内部装饰，首次恢复了清朝云绘楼、清音阁的内部陈设。云绘楼、清音阁的开放属于北京市2015年重要民生实事项目第26件，同期开放的共有北京市属公园的10处古建筑，包括陶然亭公园慈悲庵、云绘楼·清音阁、水榭，北海公园碧海楼，颐和园益寿堂，香山公园致远斋、韵琴斋，北京动物园畅观楼，景山公园绮望楼。

### 水榭（旷怡楼）
水榭又名旷怡楼，建于1975年9月，占地面积约500平方米，位于湖东岸边，是一栋游船形状的小楼，水榭东西两端有山石、竹木。1970年代至1980年代，曾作为歌舞厅、录像厅。1998年左右，成为北京红十字会的办公楼。2010年代，北京红十字会迁出。2015年，正值陶然亭公园对社会开放60周年，水榭对游客开放，展出《陶然亭公园园史展》，分为“江亭雅集”、“都门胜地”、“城市山林”三部分，展出文物复制品4件，拓片3件，碑刻1件，文献6本，照片近300张，并在视频放映厅放映《一日一陶然》、《城市山林》、《公园记忆》三部电影。

### 瑞象亭

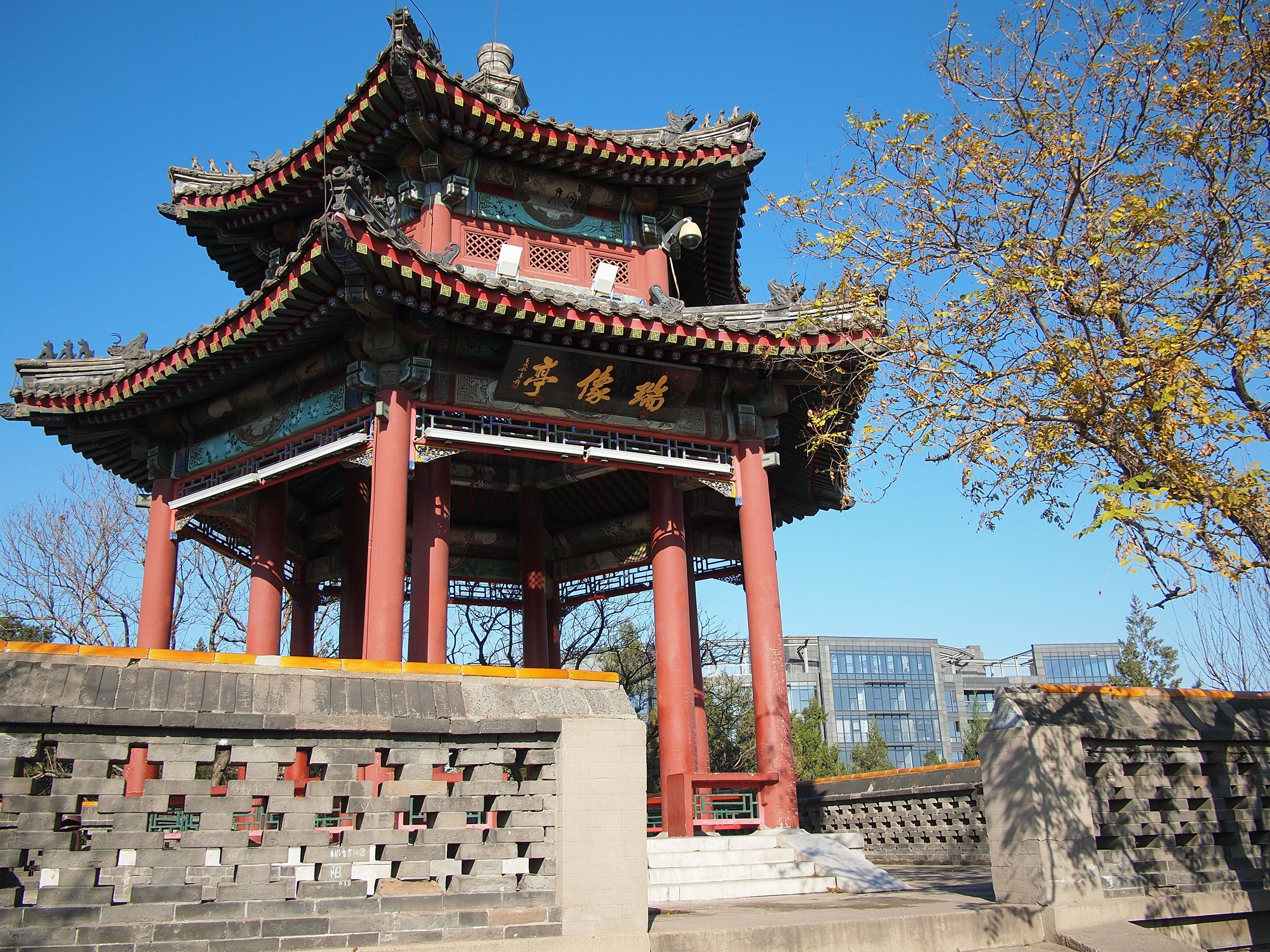
瑞象亭。亭上现挂的匾额为“瑞像亭”

瑞象亭原来是北京市西城区南横西街上的圣安寺的建筑。从元朝开始，圣安寺便是北京官员、文人游赏之所。清朝乾隆四十一年（1776年），乾隆帝出资重修圣安寺。重修后的圣安寺中轴线上的主要建筑依次为山门、天王殿、瑞象亭、大雄宝殿。殿上匾额均是乾隆帝御书。圣安寺内原有的三尊三世佛像移至静明园供奉，其他佛像均重加塑饰。
北平和平解放后，圣安寺改为私立圣安小学，后来为宣武区南横街第一小学、宣武区少年科技馆。文化大革命中，圣安寺遭受严重破坏。后来，圣安寺内保存完好的瑞象亭迁至陶然亭公园西门内北山顶。
该亭如今以“圣安寺瑞像亭”的名义被列为西城区普查登记文物。

### 高君宇、石评梅墓
中央岛上有中国共产党早期活动家高君宇及其女友石评梅的墓碑。
1921年至1923年间，李大钊在慈悲庵院内租借两间僧房作为革命活动场所，高君宇等人多次在陶然亭一带开展革命活动。1925年3月5日，高君宇病逝，终年29岁。中国共产党北方组织根据其遗愿，将其安葬在陶然亭畔。高君宇墓碑有一首海涅的诗：“我是宝剑，我是火花，我愿生如闪电之耀亮，我愿死如彗星之迅忽。”高君宇生前曾将该诗作为座右铭写在相片背后送给石评梅。高君宇病逝后，石评梅将这首诗作为悼词悬挂在灵堂上，并刻在高君宇墓碑上，还在一旁写下：“君宇，我无力挽住你迅忽如彗星之生命，只有把剩下的泪流到你的坟头，直到我不能来看你的时候。”
在一次山西同乡会上，石评梅结识了高君宇，此后感情日深。高君宇逝世给石评梅带来沉重打击。无论寒暑，无论早晚，石评梅总来高君宇墓凭吊、扫墓，雪天还常在墓碑前的雪地上写下“我来了”三字。三年后，石评梅因悲伤过度又患乙型脑炎而病逝，终年26岁。后来，其亲属根据其遗愿，将她葬在高君宇墓旁。石评梅墓碑上刻有“春风青冢”。石评梅墓碑第二级基石正面竖刻着：
石评梅先生讳汝壁，前清光绪二十八年阴历八月十九生于山西平定。幼聪慧，长好文学，而长有致力教育以改造社会之志……任北京师范大学附属中学体育及国文教员，女子部学级主任，六年之间，劳绩卓著。有《涛语》、《祷告》、《偶然草》数书行世。十七年九月二十九日以肺病殁于协和医院。年二十有七，葬于北京宣武门外陶然亭畔。

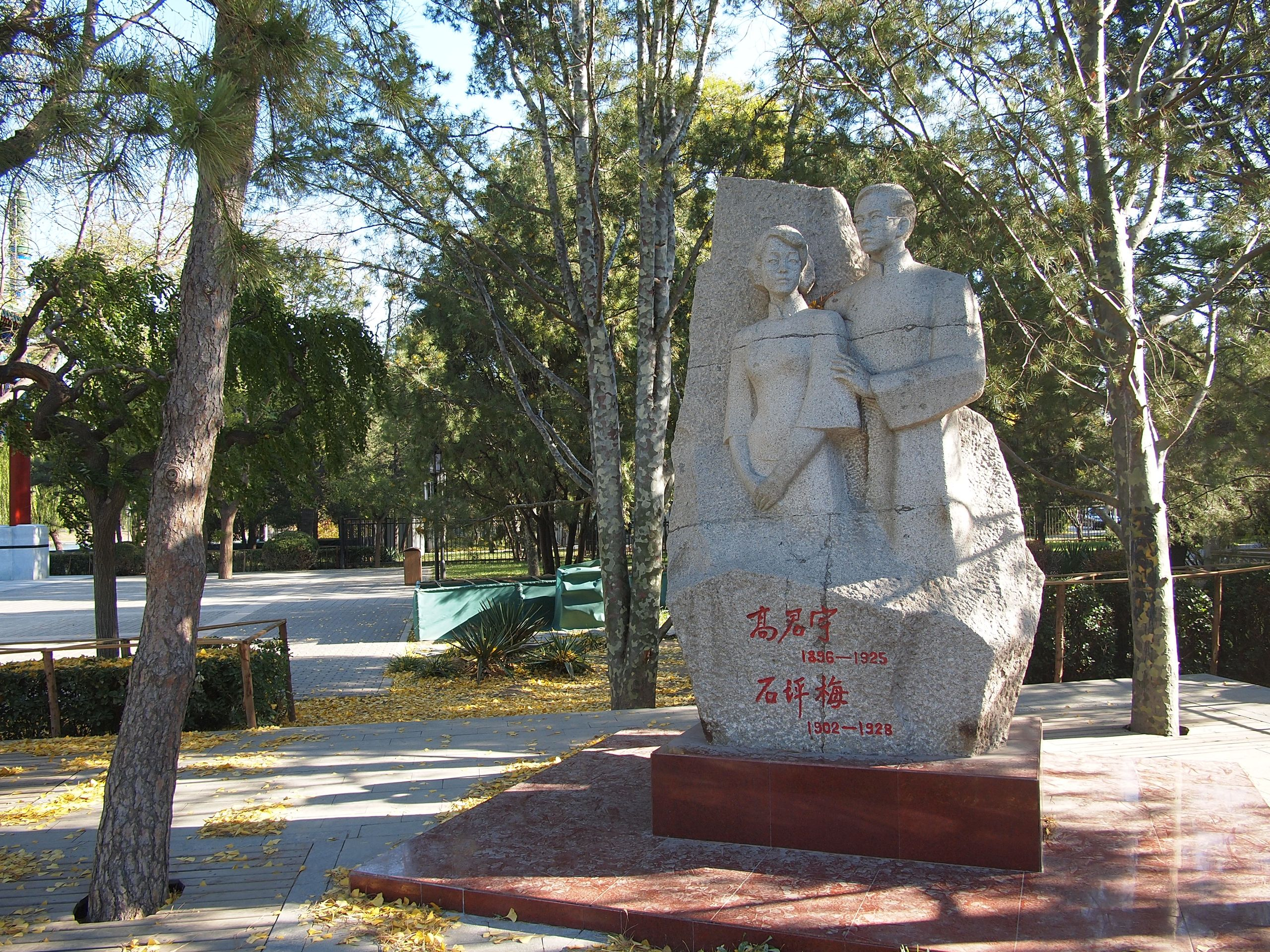
高君宇、石评梅像

中华人民共和国成立初期，周恩来总理曾亲自到此悼念高君宇、石评梅。陶然亭公园建园初期，高君宇、石评梅墓迁到南郊人民公墓，直至1956年周恩来总理考察北京市规划图时指出：“革命和爱情并不矛盾，留这它对年轻人也有教育。”故1956年8月，在彭真的关怀下，高君宇、石评梅迁回陶然亭公园。邓颖超曾7次来此悼念高君宇、石评梅。文化大革命期间，高君宇、石评梅的爱情被视作资产阶级温情，墓碑遭到推倒，墓地长时间未受保护。直至1973年，在邓颖超的关怀下，高君宇的遗体才被火化，骨灰安放到八宝山革命公墓。1984年，经北京市人民政府批准，北京市园林局、北京市文物局在陶然亭公园重修高君宇、石评梅墓。1986年，共青团北京市委等16个单位共同出资，在高君宇、石评梅墓原址兴建了高君宇、石评梅的半身大型雕像。1994年，高君宇、石评梅墓被命名为“宣武区爱国主义教育基地”；2008年被命名为“北京市爱国主义教育基地”。

### 赛金花墓
赛金花墓原来位于陶然亭公园中央岛锦秋墩南坡上，其东边原有香冢、鹦鹉冢。1936年筹办赛金花墓时，潘毓桂、张次溪、齐白石等名流均参与。赛金花墓是用大理石砌成，墓前立有1.8米高的花岗岩碑。陶然亭公园建园时，赛金花墓迁至郊外公墓，但墓碑及有关石刻保留在陶然亭公园，如今在慈悲庵内展出。墓碑上有樊增祥撰文并书丹的《前彩云曲》，樊增祥撰文、张伯英书丹的《后彩云曲》，张大千绘制的《彩云图》。

### 醉郭之墓
位于陶然亭北。醉郭名为郭瑞，字云王。1900年八国联军攻占北京，郭瑞眼见清朝政治之腐败及帝国主义之凶残，便佯装疯癫，讴歌往来于市，人称“醉郭”。郭瑞死后，《京话日报》的彭翼仲出资为其办理丧事，将郭瑞的遗体埋葬于此。“醉郭之墓”四字由彭翼仲题写，墓志铭由林琴南撰文、祝椿年书丹。如今，此墓已无存，墓碑在慈悲庵内展出。

### 香冢
陶然亭西侧的小丘坡上的丛冢中有座香冢，清朝初年立，是为纪念一位杜十娘式的“义妓”而建。碑阳铭刻篆书“香冢”两字。碑阴铭文为：“浩浩劫，茫茫愁。短歌终，明月缺。郁郁佳城，中有碧血。碧亦有时尽，血亦有时灭，一缕烟痕无断绝。是耶非耶？化为蝴蝶。”以上为隶书，其后有“题香冢碑阴”五个行书小字。其后又有行书七绝一首：“飘零风雨可怜生，香梦迷离绿满汀，落尽夭桃与秾李，不堪重读瘗花铭。”
实际上这位所谓的清朝“义妓”其人其事乃至其坟，全是当时一位张姓御史伪造的，以歌颂理想中的爱情绝唱。

### 鹦鹉冢
鹦鹉冢位于香冢旁边，曾两度出现在锦秋墩上。传说清朝道光年间，有位名叫张春陔的侍御，见清朝政治日益腐败，便屡次上书皇帝，但奏折或被扣压，或转回他手中，他一怒便在锦秋墩下埋藏了自己的文稿，并堆起小坟头以示讽刺。日久年深，此冢变为平地。
此冢第二次出现据说是在晚清，有位名叫邓完白的学者，养了一只非常可爱的鹦鹉，他每天给鹦鹉喂水喂食。他家还养了一只大狸猫，有一天他正和友人在客厅谈话，大狸猫扑上去咬死了鹦鹉。友人对邓完白说：“常闻陶然亭的锦秋墩上，早年有过一座鹦鹉冢，只是现在没有了，你何不将这死去的鹦鹉埋在那里，以续前人的故事呢？”邓完白便将鹦鹉埋葬在此。

### 花神庙
原址位于湖心岛上的锦秋墩顶上，现已无存，原址现为锦秋亭。花神庙又称花仙祠，是一座“里面有十二仙女像”的三楹小房，四周“绕以短垣”。清朝道光年间，诗人何兆瀛在《上巳邀同人宴集自作》诗中称：“花仙祠畔吹琼管，尚有何人擪指听。”

### 东、西长安街牌楼
中华人民共和国成立后，1954年8月北京市政府拆除东长安街牌楼、西长安街牌楼。拆下的构件运到陶然亭公园保存，1955年这两座牌楼在公园内按原样重新组建。两座牌楼的迁建获得了周恩来的关照。
文革期间1966年，历史学家傅乐焕在此投湖自杀。1971年，江青到陶然亭公园视察。同年9月，在江青指令下，以“牌楼是压在人民头上的三座大山”为由，将这两座牌楼拆除。
2011年，陶然亭公园重新建起了这两座牌楼。因为原有构件已全部散失，故此次为全部新建，外观仿照了原牌楼的形制。

### 华夏名亭园
1985年，在该公园内西南部兴建“华夏名亭园”，成为该公园的“园中之园”，占地10公顷，集中仿建了中国各地名亭十多座。华夏名亭园由北京市园林设计研究院设计，获北京市优秀设计一等奖、中华人民共和国建设部城建系统优秀设计一等奖、全国优秀设计金质奖。
华夏名亭园内，按照1：1的比例仿建了中国六省九地的古代名亭，包括“醉翁亭”、“兰亭”、“鹅池碑亭”、“少陵草堂碑亭”、“沧浪亭”、“独醒亭”、“二泉亭”、“吹台”、“浸月亭”、“百坡亭”等十多座。
2015年，正值陶然亭公园对社会开放60周年，陶然亭公园在华夏名亭园的展厅里开始举办《中国名亭文化展》。展览以水墨长卷的风格展示了亭的“建筑之美、水墨之美、书法之美、文字之美”。展览还展示了中国四大名亭——陶然亭、湖心亭、醉翁亭、爱晚亭的手工制作的木雕模型。

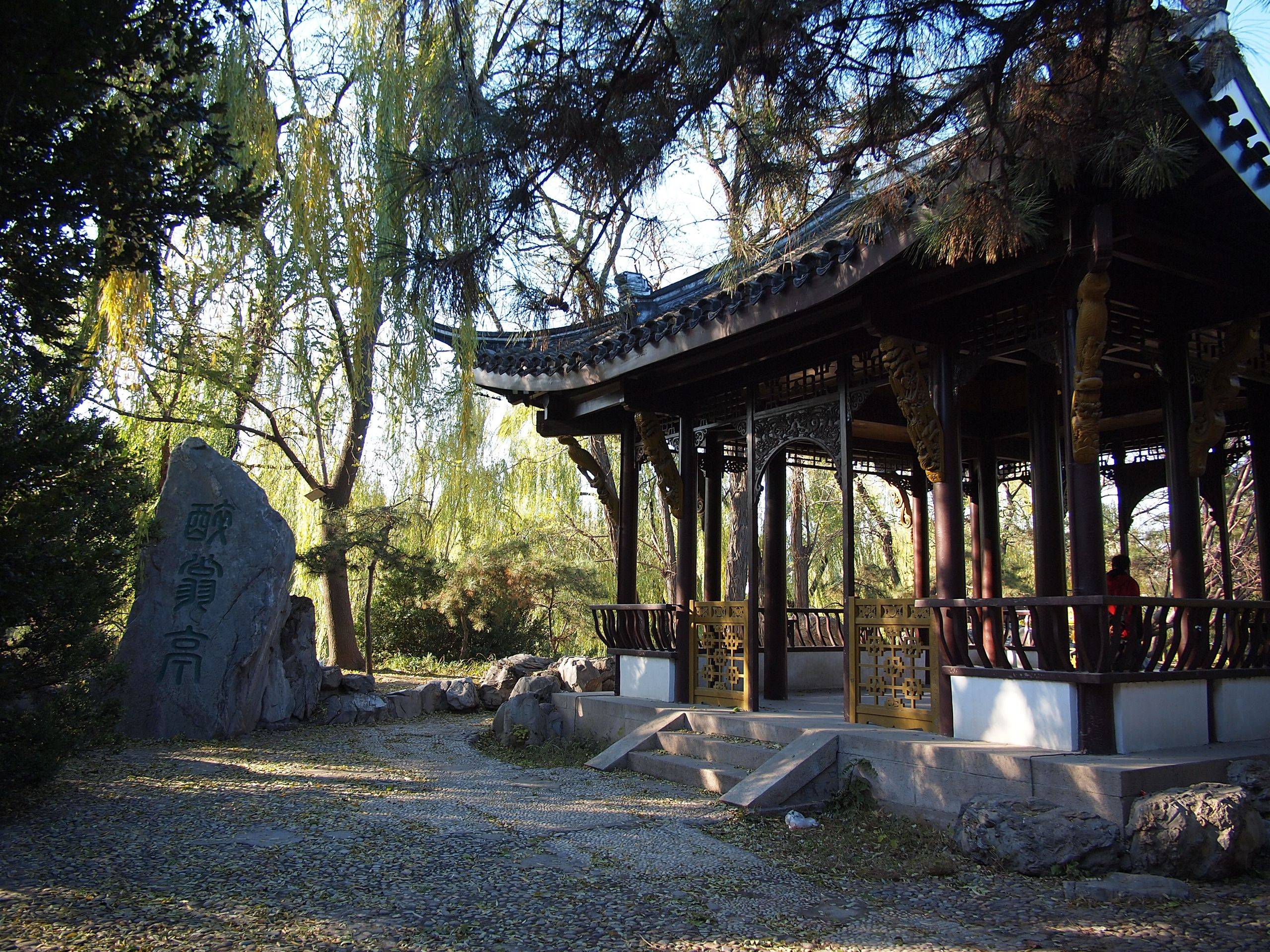
醉翁亭
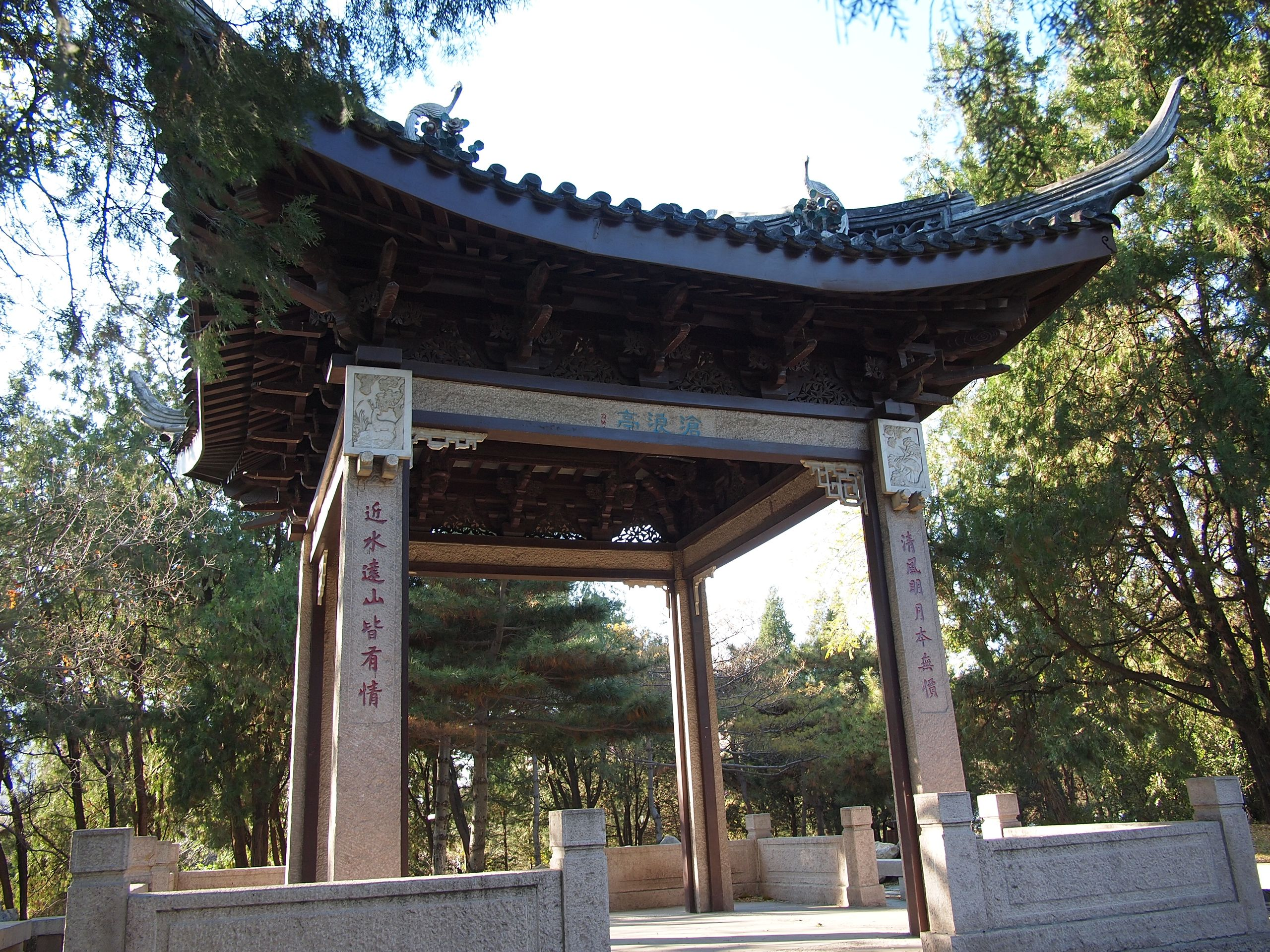
沧浪亭
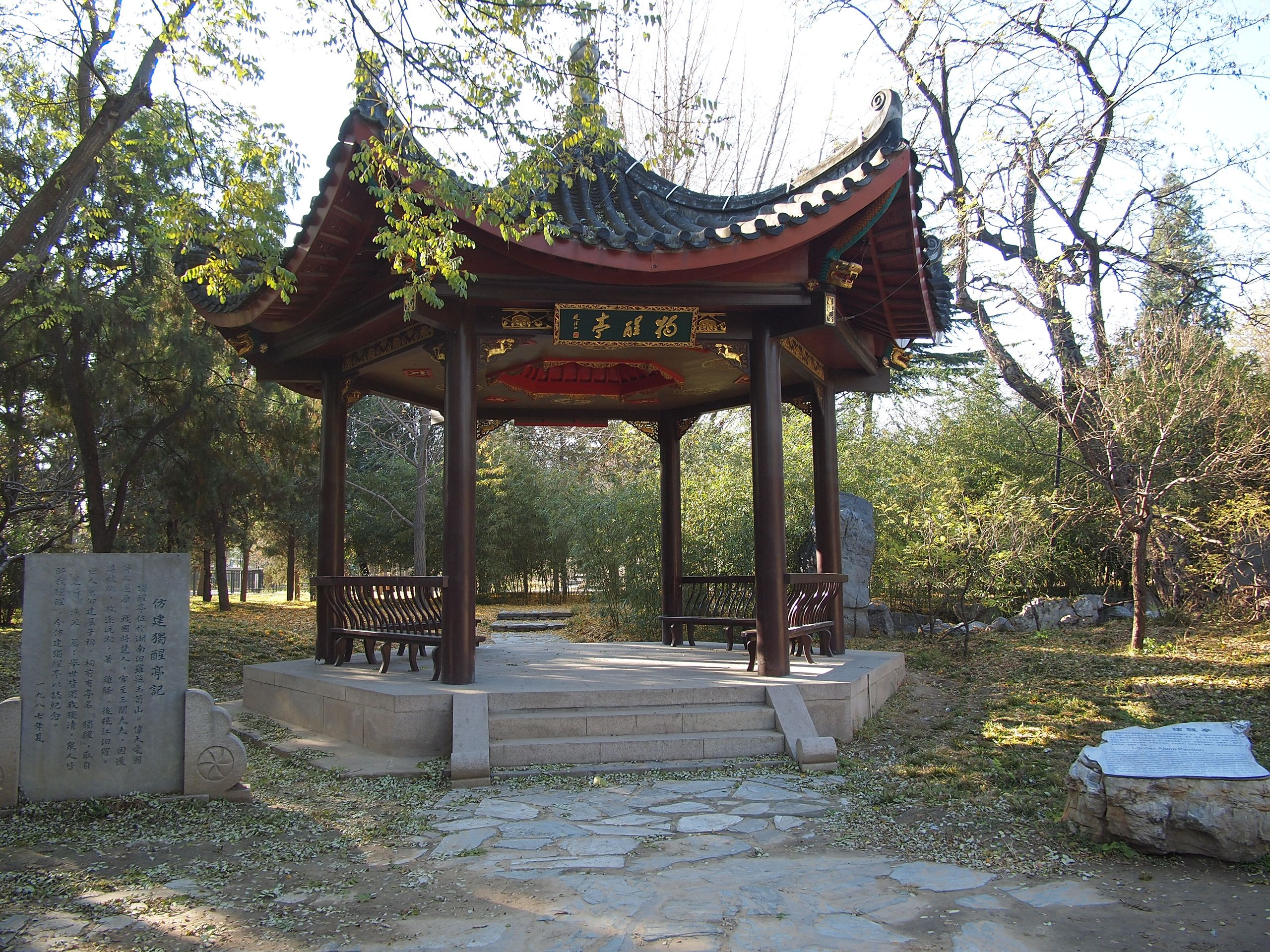
独醒亭
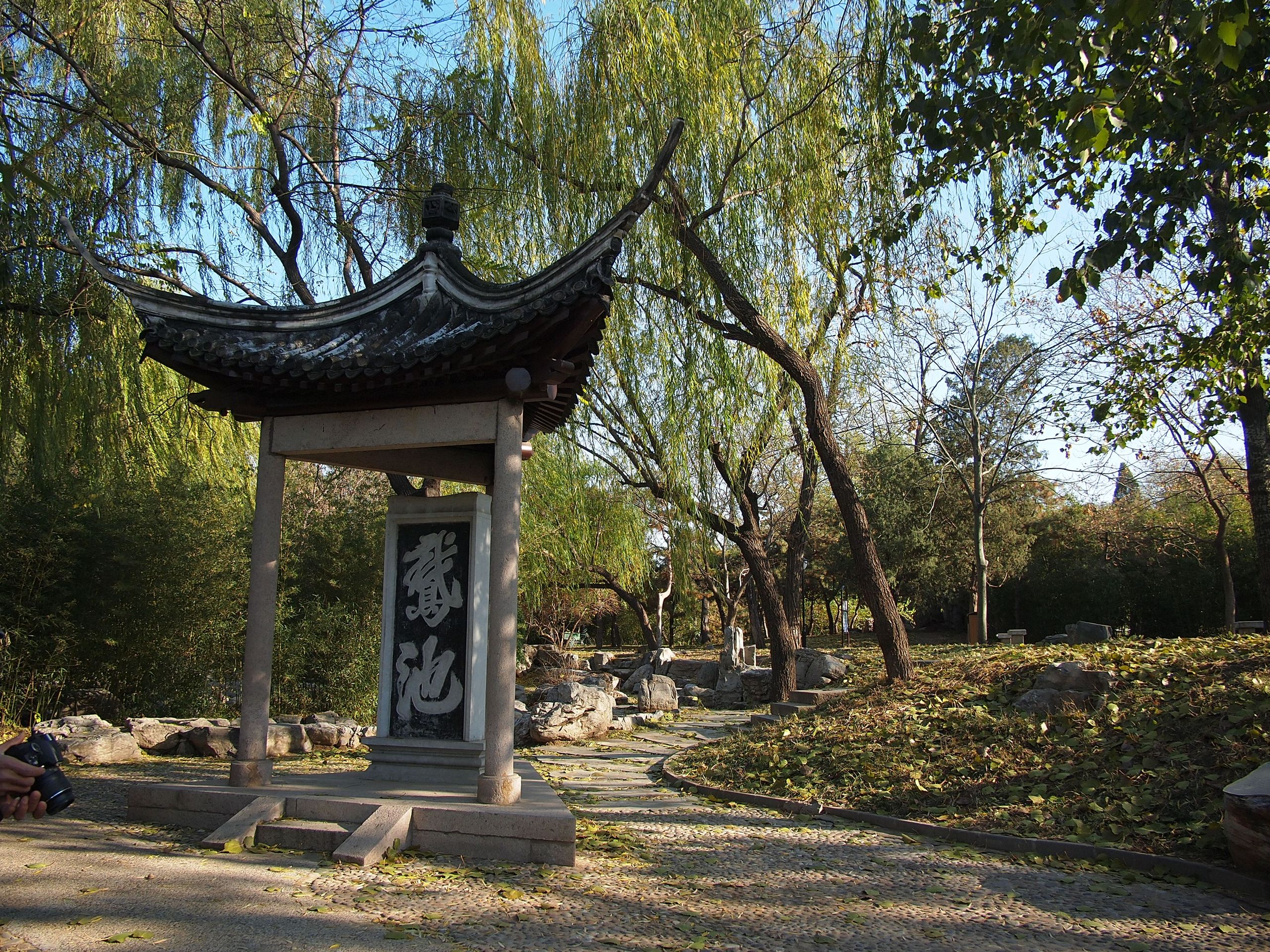
鹅池碑亭